# Фукусімський університет
Фукусімський університет (яп. 福島大学, ふくしまだいがく; англ. Fukushima University) — державний університет у Японії. Розташований за адресою: префектура Фукусіма, місто Фукусіма, квартал Канаяґава 1. Відкритий у 1949 році. Скорочена назва — Фу́ку-да́й (яп. 福大, ふくだい).

## Факультети
- Гуманітарно-соціологічні факультети (яп. 人文社会学群)
- Природничі факультети (яп. 理工学群)

## Аспірантура
- Педагогічна аспірантура (яп. 教育学研究科)
- Аспірантура регіонального менеджменту (яп. 地域政策科学研究科)
- Економічна аспірантура (яп. 経済学研究科)
- Аспірантура інженерії систем співіснування (яп. 共生システム理工学研究科)